# Zsolt Azari
Zsolt Azari (ur. 30 sierpnia 1986 w Dunaújváros) – węgierski hokeista, reprezentant Węgier. 

## Kariera
- Dunaújvárosi Acélbikák (2002-2015)
  -  HK Ružinov 99 Bratislava U20 (2005-2006)
- STS Sanok (2015-2016)
- Dunaújvárosi Acélbikák (2016-2021)

Wychowanek i wieloletni zawodnik klubu z rodzinnego miasta Dunaújvárosi Acélbikák w narodowych rozgrywkach węgierskich. Od końca listopada 2015 zawodnik STS Sanok w rozgrywkach Polskiej Hokej Ligi. Od lipca 2016 ponownie zawodnik Dunaújvárosi Acélbikák. We wrześniu 2021 zakończył karierę zawodniczą.
W reprezentacjach juniorskich Węgier uczestniczył w turniejach mistrzostw świata juniorów do lat 18 2003, 2004 (Dywizja II) oraz mistrzostw świata juniorów do lat 20 2004 (Dywizja I), 2005 (Dywizja II), 2006 (Dywizja I). Później został reprezentantem kadry seniorskiej. Uczestniczył w turnieju mistrzostw świata w 2014.
W sezonie 2020/2021 był równolegle asystentem trenera w drużyny juniorskiej do lat 21 Dunaújvárosi Acélbikák. W 2021 został menedżerem seniorskiego zespołu Dunaújvárosi Acélbikák.

## Sukcesy
Reprezentacyjne
- Awans do MŚ do lat 20 Dywizji I: 2005

Klubowe z Dunaújvárosi Acélbikák
- Złoty medal mistrzostw Węgier: 2002, 2013, 2014
- Srebrny medal mistrzostw Węgier: 2003, 2004, 2005, 2007, 2011
- Brązowy medal mistrzostw Węgier: 2006, 2009
- Puchar Węgier: 2002, 2003, 2004, 2008, 2009, 2010, 2011, 2012, 2014
- Złoty medal MOL Liga: 2012, 2013
- Srebrny medal MOL Liga: 2011
- Brązowy medal MOL Liga: 2010

Indywidualne
- Mistrzostwa świata do lat 18 w hokeju na lodzie mężczyzn 2004/II Dywizja#Grupa A:
  - Trzecie miejsce w klasyfikacji asystentów turnieju: 6 asyst[5]
- Mistrzostwa Świata Juniorów w Hokeju na Lodzie 2005/II Dywizja#Grupa B:
  - Trzecie miejsce w klasyfikacji asystentów turnieju: 6 asyst[6]
- Liga węgierska 2004/2005:
  - Najlepszy debiutant sezonu (Trofeum Kósa)
- MOL Liga (2009/2010):
  - Drugie miejsce w klasyfikacji asystentów: 18 asyst
  - Czwarte miejsce w klasyfikacji kanadyjskiej: 26 punktów
- Liga węgierska 2010/2011:
  - Piąte miejsce w klasyfikacji asystentów: 20 asyst
- Erste Liga (2019/2020):
  - Erste Bank Higgy Magadban Mr. Spirit[7]